# Willows
Willows è una località degli Stati Uniti d'America, capoluogo della contea di Glenn, nello Stato della California. É noto il suo parco motociclistico Thunderhill Raceway Park.